# Saša Ognenovski
Saša Ognenovski (mac. Саша Огненовски; ur. 3 kwietnia 1979 w Melbourne) – australijski piłkarz pochodzenia macedońskiego występujący na pozycji obrońcy.

## Kariera klubowa
Ognenovski zawodową karierę rozpoczynał w 1997 roku w zespole Preston Lions. W 2000 roku odszedł do Melbourne Knights z NSL. W tych rozgrywkach zadebiutował 14 października 2000 w wygranym 2:1 pojedynku z Brisbane Strikers. W 2001 roku zajął z klubem 4. miejsce w NSL. W 2002 roku trafił do greckiego klubu Panachaiki GE. W Alpha Ethniki zadebiutował 22 września 2002 w przegranym 0:2 meczu z AO Egaleo. W Panachaiki spędził sezon 2002/2003, podczas którego wystąpił tam w dwóch ligowych spotkaniach.
W 2003 roku wrócił do Preston Lion, a w 2005 roku przeszedł do ekipy Fawkner Blues. W 2006 roku Ognenovski trafił zaś do Queensland Roar z A-League. 25 sierpnia 2007 w zremisowanym 2:2 pojedynku z Adelaide United strzelił swojego pierwszego gola w A-League. W Queensland spędził dwa lata. W 2008 roku odszedł do Adelaide United, również grającego w A-League. Pierwszy ligowy mecz rozegrał tam 17 sierpnia 2008 przeciwko Perth Glory (1:0). W 2009 roku wywalczył z klubem wicemistrzostwo A-League.
W 2009 roku podpisał kontrakt z południowokoreańskim Seongnam Ilhwa Chunma. W tym samym roku wywalczył z nim wicemistrzostwo Korei Południowej. Z zespołem dotarł także do finału Pucharu Korei Południowej, jednak Seongnam uległ tam ekipie Suwon Samsung Bluewings. W 2010 roku został wybrany do K-League Best XI, czyli najlepszej jedenastki K-League w sezonie 2010. Uznano go także Piłkarzem Roku w Azji.
W 2012 roku odszedł do katarskiego zespołu Umm-Salal SC. Następnie grał w Sydney FC, a także w Preston Lions, w barwach którego w 2018 roku zakończył karierę.

## Kariera reprezentacyjna
W reprezentacji Australii Ognenovski zadebiutował 17 listopada 2010 w przegranym 0:3 towarzyskim meczu z Egiptem.
W 2011 roku został powołany do kadry na Puchar Azji.